# Philosepedon hrudkai
Philosepedon hrudkai är en tvåvingeart som beskrevs av Jezek 1999. Philosepedon hrudkai ingår i släktet Philosepedon och familjen fjärilsmyggor. Inga underarter finns listade i Catalogue of Life.